# لا مرتفع صغير

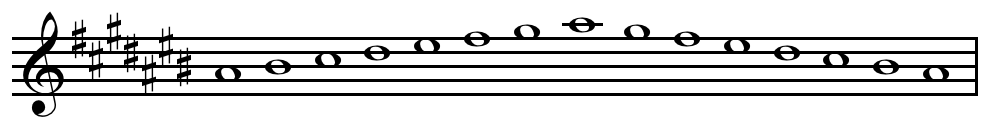
سلم لا مرتفع الصغير صعوداً وهبوطاً

لا مرتفع صغير (A-sharp minor) هو سلم موسيقي صغير يتألف من الدرجات الموسيقية لا المرتفعة ♯A، سي المرتفعة ♯B، دو المرتفعة ♯C، ري المرتفعة ♯D، مي المرتفعة ♯E، فا المرتفعة ♯F، صول المرتفعة ♯G، وينتهي بمفتاح لا المرتفعة ♯A، وذلك على الترتيب التالي من اليسار إلى اليمين:
♯A♯, B♯, C♯, D♯, E♯, F♯, G♯, A
يحوي سلم لا مرتفع الصغير على سبع إشارات رفع، وذلك على كل الدرجات. إن السلم الصغير المتناغم معه يكون عن طربق رفع ♯G إلى G.
إن المفتاح الموسيقي القريب له على السلم الكبير هو دو مرتفع كبير، أما المفتاح الموسيقى الموازي فهو لا مرتفع كبير.